# Eucera fasciata
Eucera fasciata är en biart som beskrevs av Jean-Paul Risch 1999. Eucera fasciata ingår i släktet långhornsbin, och familjen långtungebin. Inga underarter finns listade i Catalogue of Life.